# 微球黑粉菌目
微球黑粉菌目（学名：Microbotryales）为微球黑粉菌纲的一个科。此科的模式属为微球黑粉菌属(Microbotryum)。

## 下级分类
- 微球黑粉菌科 Microbotryaceae
- Ustilentylomataceae